# Gephyromantis blanci
Gephyromantis blanci är en groddjursart som beskrevs av Jean Guibé 1974. Gephyromantis blanci ingår i släktet Gephyromantis och familjen Mantellidae. IUCN kategoriserar arten globalt som nära hotad. Inga underarter finns listade i Catalogue of Life.